# Aage Fønss
Aage Fønss (12 de diciembre de 1887 - 30 de septiembre de 1976) fue un cantante y actor cinematográfico de nacionalidad danesa.

## Biografía
Nacido en Aarhus, Dinamarca, era el menor de los hermanos Fønss, todos ellos cantantes. Estuvo casado con la actriz Gudrun Carlsson.
Empezó a trabajar en el cine en 1910 para la compañía Fotorama, productora danesa con la que rodó ocho películas. En 1912 pasó a Nordisk Film, en la cual permaneció unos años, volviendo a rodar para ella en 1919. En 1916 también actuó en Berlín para Deutsche Bioscop. De aspecto noble y señorial, era perfecto para interpretar papeles de profesores, directores, abogados o presidentes. Pero no era rígido y, cuando el papel lo precisaba, podía pasar con facilidad al campo de la comedia.
Aage Fønss falleció en Copenhague, Dinamarca, en el año 1976. Fue enterrado en el Cementerio de Vestre.

## Filmografía (selección)
- 1910 : Elverhøj, de Gunnar Helsengreen
- 1910 : En Helt fra 64, de Gunnar Helsengreen
- 1910 : Valdemar Sejr, de Gunnar Helsengreen
- 1910 : Greven af Luxemburg, de Gunnar Helsengreen
- 1910 : I Bondefangerkløer, de Johannes Pedersen
- 1910 : Kapergasten, de Alfred Cohn
- 1910 : Ansigttyven I, de Gunnar Helsengreen
- 1910 : Ansigttyven II, de Gunnar Helsengreen
- 1910 : Ambrosius, de Gunnar Helsengreen
- 1910 : Provinskomtessen
- 1912 : Kærlighed og venskab, de Eduard Schnedler-Sørensen
- 1913 : Holger Danske, de Eduard Schnedler-Sørensen
- 1913 : Gæstespillet, de Eduard Schnedler-Sørensen
- 1913 : Chatollets Hemmelighed, de Hjalmar Davidsen
- 1913 : Broder mod Broder, de Robert Dinesen
- 1915 : Der Pfad der Sünde, de Robert Reinert
- 1916 : Das Haus der Leidenschaften, de Robert Reinert
- 1919 : Grevindens ære, de August Blom
- 1920 : Kærlighedsvalsen, de A. W. Sandberg
- 1920 : Via Crucis, de A. W. Sandberg
- 1921 : Vor fælles Ven, de A. W. Sandberg
- 1922 : Frie fugle, de Emanuel Gregers
- 1923 : Madsalune, de Emanuel Gregers
- 1923 : En nat i København, de Eduard Schnedler-Sørensen
- 1923 : Paa slaget 12, de A.W. Sandberg
- 1923 : Den sidste dans, de A.W. Sandberg
- 1924 : En kæreste for meget, de Johannes Meyer
- 1924 : Min ven privatdetektiven, de A.W. Sandberg
- 1936 : Panserbasse, de Lau Lauritzen Jr.
- 1937 : Mille, Marie og mig, de Emanuel Gregers
- 1938 : Balletten danser, de Svend Gade
- 1939 : Komtessen paa Steenholt, de Emanuel Gregers
- 1940 : En pige med pep, de Emanuel Gregers
- 1941 : En mand af betydning, de Emanuel Gregers
- 1941 : Peter Andersen, de Svend Methling
- 1942 : Forellen, de Emanuel Gregers
- 1944 : Besættelse, de Bodil Ipsen
- 1944 : To som elsker hinanden, de Charles Tharnæs
- 1946 : Oktoberroser, de Charles Tharnæs
- 1949 : Kampen mod uretten, de Ole Palsbo
- 1949 : For frihed og ret, de Svend Methling
- 1949 : Thorkild Roose, de Torben Anton Svendsen
- 1950 : Historien om Hjortholm, de Asbjørn Andersen
- 1950 : Café Paradis, de Bodil Ipsen y Lau Lauritzen Jr.
- 1952 : Man burde ta' sig af det, de Ole Palsbo
- 1961 : Harry og kammertjeneren, de Bent Christensen
- 1964 : Paradis retur, de Gabriel Axel
- 1969 : Romulus den store, de Hans-Henrik Krause